# Hugo Boutsingkham
Hugo Boutsingkham (laotisch ຮິວໂກ້ ບຸດສິງຄຳ; * 20. Januar 2003 in Champs-sur-Marne) ist ein französisch-laotischer Fußballspieler, der aktuell beim FC Nantes unter Vertrag steht und an Stade Saint-Brieuc ausgeliehen ist.

## Karriere

### Verein
Boutsingkham begann seine fußballerische Ausbildung im März 2009 bei der AS Champs. Nach fast zehn Jahren verließ er den Verein im Sommer 2018 und wechselte in die Jugendakademie des FC Nantes. Dort gewann er in der ersten Saison direkt die französische Meisterschaft mit den B-Junioren. Bereits in der Saison 2019/20 spielte er mit der U19-Mannschaft zweimal in der Coupe Gambardella. In der Spielzeit 2021/22 gewann er zum einen die U19-Meisterschaft mit dem Verein, kam aber auch schon einige Male für die viertklassig spielende Zweitmannschaft zum Einsatz. In der Spielzeit 2022/23 war er Stammspieler in der zweiten Mannschaft und schoss dort in 26 Einsätzen drei Tore und legte vier weitere auf. Zudem spielte er zweimal in der UEFA Youth League mit den A-Junioren, für die er national nicht mehr spielberechtigt war. Im Juni 2023 unterzeichnete er schließlich seinen ersten Profivertrag bei den Kanarienvögeln. Am 28. Januar 2024 (19. Spieltag) debütierte er bei einem 0:0-Unentschieden gegen Stade Reims nach später Einwechslung in der Ligue 1 für die Profimannschaft. In der Saison folgte ein weiterer Kurzeinsatz für die erste Mannschaft. In der darauffolgenden Spielzeit kam er ausschließlich bei der zweiten Mannschaft zum Einsatz, bevor er im Februar 2025 auf Leihbasis für ein halbes Jahr zu Stade Saint-Brieuc wechselte.

### Nationalmannschaft
Von September 2018 bis Dezember 2019 spielte Boutsingkham insgesamt elf Spiele für Juniorenauswahlen der FFF.

## Erfolge
Jugend
- Französischer B-Junioren-Meister: 2019
- Französischer A-Junioren-Meister: 2022